# Veliki admiral (Kriegsmarine)
Veliki admiral (izvirno nemško Großadmiral; kratica: GA) je bil najvišji admiralski čin v nemški Kriegsmarine, ki je bil prevzet od Reichsmarine (iz časov Weimarske republike). 
Nižji čin je bil generaladmiral. V drugih vejah Wehrmachta (Heer in Luftwaffe) mu je ustrezal čin feldmaršala, medtem ko mu je v Waffen-SS ustrezal čin Reichsführer-SSja.

## Oznaka čina
Osnovna (naramenska) oznaka čina kapitana korvete je bila sestavljena iz štirih zlatih prepletenih vrvic, ki so bile pritrjene na črno podlago in prekrižanima maršalskima batonoma (palicama). 
Narokavna oznaka čina (ki se je nahajala na spodnjem delu rokava) je bila sestavljena iz enega širokega zlatega traku in štirih debelejših zlatih črt in nad njimi se je nahajala ena petkraka zvezda.
Oznaka čina za slavnostno uniformo je bila sestavljena iz oznake sidra in dveh prekrižanih maršalskih batonov na zlati epoleti (z zlato obrobo), na katero so bile pritrjene zlate resice.
Galerija
- Osnovna naramenska oznaka čina
- Narokavna oznaka čina

## Seznam velikih admiralov Kriegsmarine
- Erich Raeder: 1. april 1939
- Karl Dönitz: 30. januar 1943